# Balgach
Balgach é uma comuna da Suíça, no Cantão São Galo, com cerca de 4.052 habitantes. Estende-se por uma área de 6,56 km², de densidade populacional de 618 hab/km². Confina com as seguintes comunas: Au, Berneck, Diepoldsau, Oberegg (AI), Oberriet, Rebstein, Reute (AR), Widnau.
A língua oficial nesta comuna é o Alemão.